# Alexander Jaroslawitsch Newski

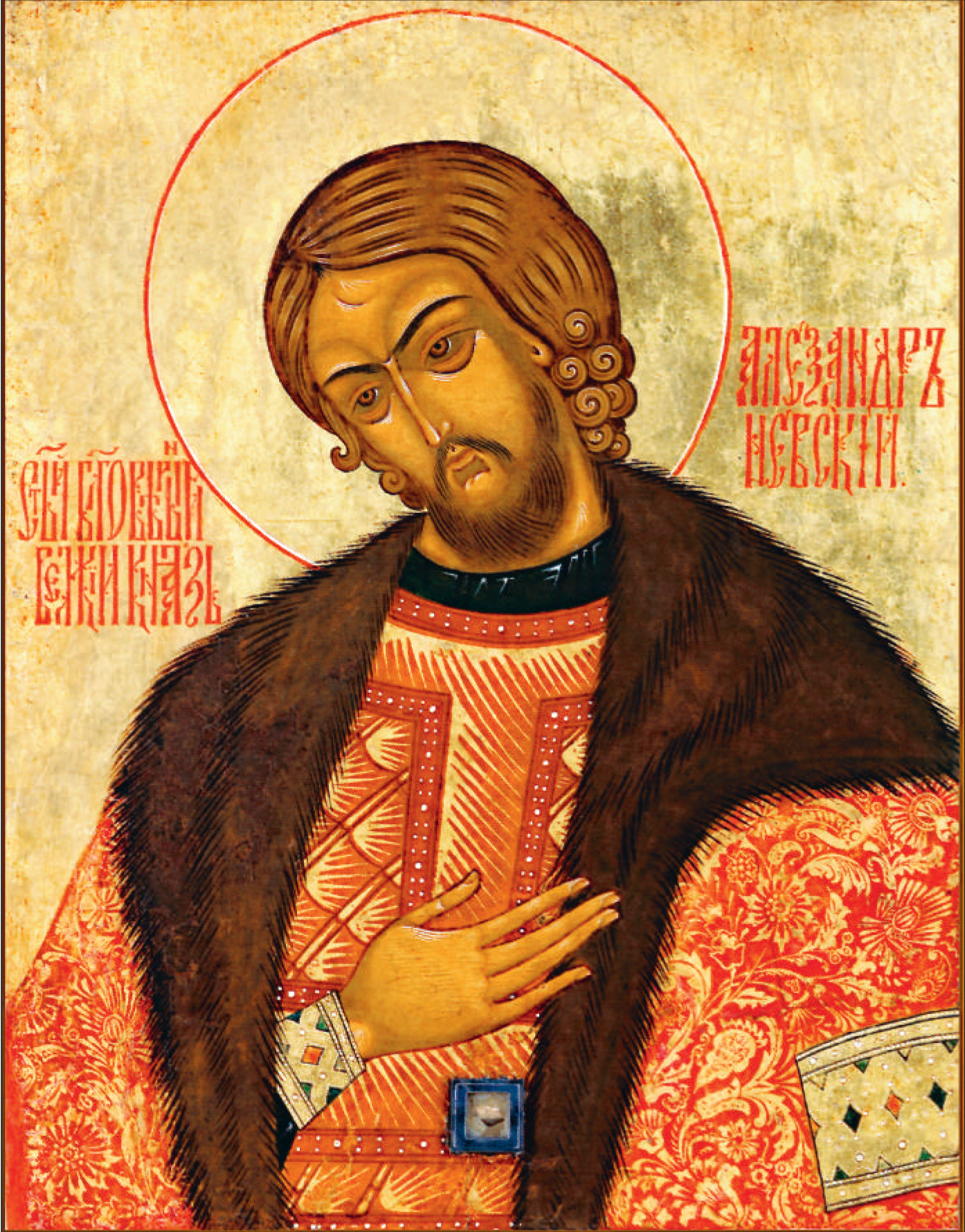
Ikone Alexander Newski

Alexander Jaroslawitsch Newski (russisch Александр Ярославич Невский anhörenⓘ, wiss. Transliteration Aleksandr Jaroslavič Nevskij; * um 1220 in Pereslawl-Salesski; † 14. November 1263 in Gorodez) war ein Fürst der Rus aus der Rurikiden-Dynastie. Er gilt als Nationalheld Russlands und ist ein Heiliger der orthodoxen Kirche. Er regierte als Fürst von Nowgorod (ab 1236) und Großfürst von Kiew (ab 1249) und Wladimir (ab 1252), wobei er der Goldenen Horde stets tributpflichtig blieb. Newski war Heerführer, als 1242 die Expansionsversuche des Deutschen Ordens nach Russland in der Schlacht auf dem Peipussee gestoppt wurden.

## Leben
Möglicherweise wurde Alexander bereits 1236 erstmals von den Nowgoroder Bürgern (siehe Wetsche) zu ihrem Heerführer berufen. Seinen Beinamen Newski erhielt er, nachdem er 1240 die Schweden in der Schlacht an der Newa (in der Nähe des heutigen Sankt Petersburg) geschlagen hatte. Kurz darauf musste er nach Auseinandersetzungen mit den Bojaren aber die Stadt verlassen. Als ebenfalls 1240 die Kreuzritter des Deutschen Ordens des kurz zuvor mit dem vereinigten Schwertbrüder-Ordens zum wiederholten Male versuchten, ihr Herrschaftsgebiet, den Deutschordensstaat, über das Baltikum nach Russland auszudehnen, die Handelsstadt Pskow eroberten und auf Weliki Nowgorod vorstießen, riefen die Nowgoroder Alexander Newski zurück und machten ihn wieder zum Heerführer. Am 5. April 1242 kam es zur Entscheidungsschlacht auf dem zugefrorenen Peipussee. Die russischen Truppen, bestehend aus der Druschina Alexanders, der seines jüngeren Bruders Andrei und der Nowgoroder Miliz, schlugen die deutschen und dänischen Ritter und ihre estnischen Hilfstruppen vernichtend. Damit waren die Invasionspläne des Deutschen Ordens in Russland für längere Zeit auf Eis gelegt.
1246 wurde Newskis Vater, der Wladimirer Großfürst Jaroslaw II., durch Gift ermordet. In der Folge nahm sein Onkel Swjatoslaw III., dem Senioratsprinzip entsprechend, den Thron ein. Gemeinsam mit seinem jüngeren Bruder Andrei machte sich Alexander Newski daran, seinen Onkel vom Thron zu vertreiben. Am Hof Batus, des Khans der Goldenen Horde, arbeiteten die Brüder daran, ihre eigene Thronfolge durchzusetzen. 1248 hatten sie damit Erfolg: Batu setzte Swjatoslaw ab und wies die Brüder an, gemeinsam über das Fürstentum Wladimir zu regieren. Alexander erhielt das Gebiet um Kiew, machte aber Nowgorod zum wichtigsten Herrschaftszentrum, Andrei bekam die Hauptstadt Wladimir und ihr Umland. In der Folgezeit orientierte Alexander sich nach Skandinavien. Er schickte Gesandte nach Norwegen und schloss 1251 einen Friedensvertrag mit dem dortigen Herrscher. Mit Feldzügen nach Finnland verhinderte er, dass die Schweden sein Territorium vom Zugang zur Ostsee abschnitten.
Andrei begann damit, eine Allianz russischer Fürsten zur Auflehnung gegen die Mongolenherrschaft zu schmieden. Die Gelegenheit schien günstig, da zu diesem Zeitpunkt unter den Mongolen Auseinandersetzungen um die designierte Nachfolge des Großkhans ausbrachen. Schließlich setzte sich um 1250 jedoch Möngke durch. Alexander Newski, der sich von den Plänen Andreis ferngehalten hatte, nutzte diese Entwicklung, sich eng an Batu anzulehnen und am Hof des Khans gegen seinen Bruder zu intrigieren. Batu setzte Andrei ab und verlieh Alexander Newski die Großfürstenwürde. Er stellte Alexander ein mongolisches Heer zur Verfügung, mit dem dieser 1252 gegen Wladimir zog. Alexander besiegte und entthronte seinen Bruder, der daraufhin nach Schweden floh. Später unterwarf Andrei sich seinem Bruder, worauf dieser beim Khan die Erlaubnis erwirkte, dass Andrei nach Russland zurückkehren durfte.
Der Aufstieg Alexanders ermöglichte die jahrhundertelange Unterwerfung der Russen durch die Goldene Horde. Diese Kollaboration wurde auch von der orthodoxen Kirche begrüßt, da Andrei Kontakte zum Papst gesucht hatte, während die Mongolen die orthodoxe Kirche unbehelligt ließen und Alexander Kontaktversuche des Papstes zurückwies. Mit der Einsetzung Alexanders erreichten die Mongolen eine Konsolidierung ihrer Herrschaft über Russland. Dies zeigte sich Ende der 1250er Jahre, als die Mongolen begannen, ein Steuersystem mit festen Strukturen aufzubauen. Alexander Newski ließ die Widerstände gegen dieses Vorhaben, vor allem in Nowgorod, mit zum Teil grausamen Mitteln brechen. Gleichzeitig drängte er den Einfluss der Bojaren zurück. 1257 nahmen die mongolischen Steuereintreiber ihre Arbeit auf. Um die Mongolen angesichts der Aufstände zu besänftigen, brach Alexander 1262 zu seiner dritten und letzten Reise an den Hof der Goldenen Horde auf. Dort hielt der Khan Berke ihn vorerst fest. Erst im Winter 1263 durfte der bereits schwer erkrankte Großfürst abreisen. Am 14. November 1263 starb Alexander Newski in Gorodez an der Wolga und wurde zunächst in Wladimir beerdigt.

## Nachwirkung

### Heiligsprechung
Am Ende des 13. Jahrhunderts entstand eine Heldenchronik über das Leben Alexander Newskis. 1547 wurde er von der russisch-orthodoxen Kirche heiliggesprochen. Peter der Große ließ seine sterblichen Überreste später in die Hauptkathedrale des Alexander-Newski-Klosters in Sankt Petersburg umbetten. Nach dem Tod Peters wurde am 21. Mai 1725 der Alexander-Newski-Orden gestiftet. Nach der Oktoberrevolution abgeschafft, wurde dieser im Zweiten Weltkrieg durch Josef Stalin erneuert. Alexander Newskis Grab wird noch heute stark besucht und verehrt. Er gilt als Schutzheiliger der Stadt.

### Rezeption
Neben der Alexander-Newski-Kathedrale, dem Wahrzeichen von Sofia, sind zahlreiche orthodoxe Kirchen aus dem 19. und 20. Jahrhundert nach Alexander Newski benannt.
Der sowjetische Regisseur Sergei Eisenstein verfilmte 1938 den Abwehrkampf der Russen unter der Führung Alexander Newskis gegen das eindringende Ritterheer des Deutschen Ordens und den Sieg in der Schlacht auf dem Peipussee im Jahr 1242 in seinem Film Alexander Newski. Sein Freund Sergei Prokofjew komponierte dazu die Filmmusik, die er später noch zu der Kantate Alexander Newski umarbeitete. Weiterer Film: „Alexander der Kreuzritter“ aus dem Jahr 2008.
Beim Fernsehprojekt „Der Name Russlands“ des Kanals Rossija 1 wurde Alexander Newski im Dezember 2008 durch eine, mutmaßlich gefälschte, Online-Umfrage vor Pjotr Stolypin und dem Drittplatzierten Josef Stalin zum größten Russen aller Zeiten gewählt.

## Einzelbelege
1. ↑  Berthold Seewald: Russlands Nationalheld: Als die Russen den Deutschen Orden schlugen in: Welt Online vom 6. April 2018.
2. ↑  Richard Pipes: Rußland vor der Revolution. Staat und Gesellschaft im Zarenreich. C.H. Beck, München 1977, S. 68.
3. ↑  Richard Pipes: Rußland vor der Revolution. Staat und Gesellschaft im Zarenreich. C.H. Beck, München 1977, S. 69.
4. ↑  Charles Tilly: Die europäischen Revolutionen. C. H. Beck, München 1993, ISBN 3-406-37703-3, S. 286.
5. ↑  Mikhail Zygar: (S+) Warum Putin sich mit einem Fürsten aus dem Mittelalter vergleicht. In: Der Spiegel. 11. November 2023, abgerufen am 12. November 2023.
6. ↑  Stalin drittwichtigste historische Person. Frankfurter Rundschau, 29. Januar 2019

| Vorgänger  | Amt                  | Nachfolger    |
| ---------- | -------------------- | ------------- |
| Andrei II. | Russischer Herrscher | Jaroslaw III. |

| Personendaten    | Personendaten                                                        |
| ---------------- | -------------------------------------------------------------------- |
| NAME             | Alexander Jaroslawitsch Newski                                       |
| ALTERNATIVNAMEN  | Aleksandr Jaroslavič Nevskij; Александр Ярославич Невский (russisch) |
| KURZBESCHREIBUNG | russischer Fürst der Rurikiden-Dynastie                              |
| GEBURTSDATUM     | um 1220                                                              |
| GEBURTSORT       | Pereslawl-Salesski                                                   |
| STERBEDATUM      | 14. November 1263                                                    |
| STERBEORT        | Gorodez                                                              |